# Lista de campeões intercontinentais da IWGP

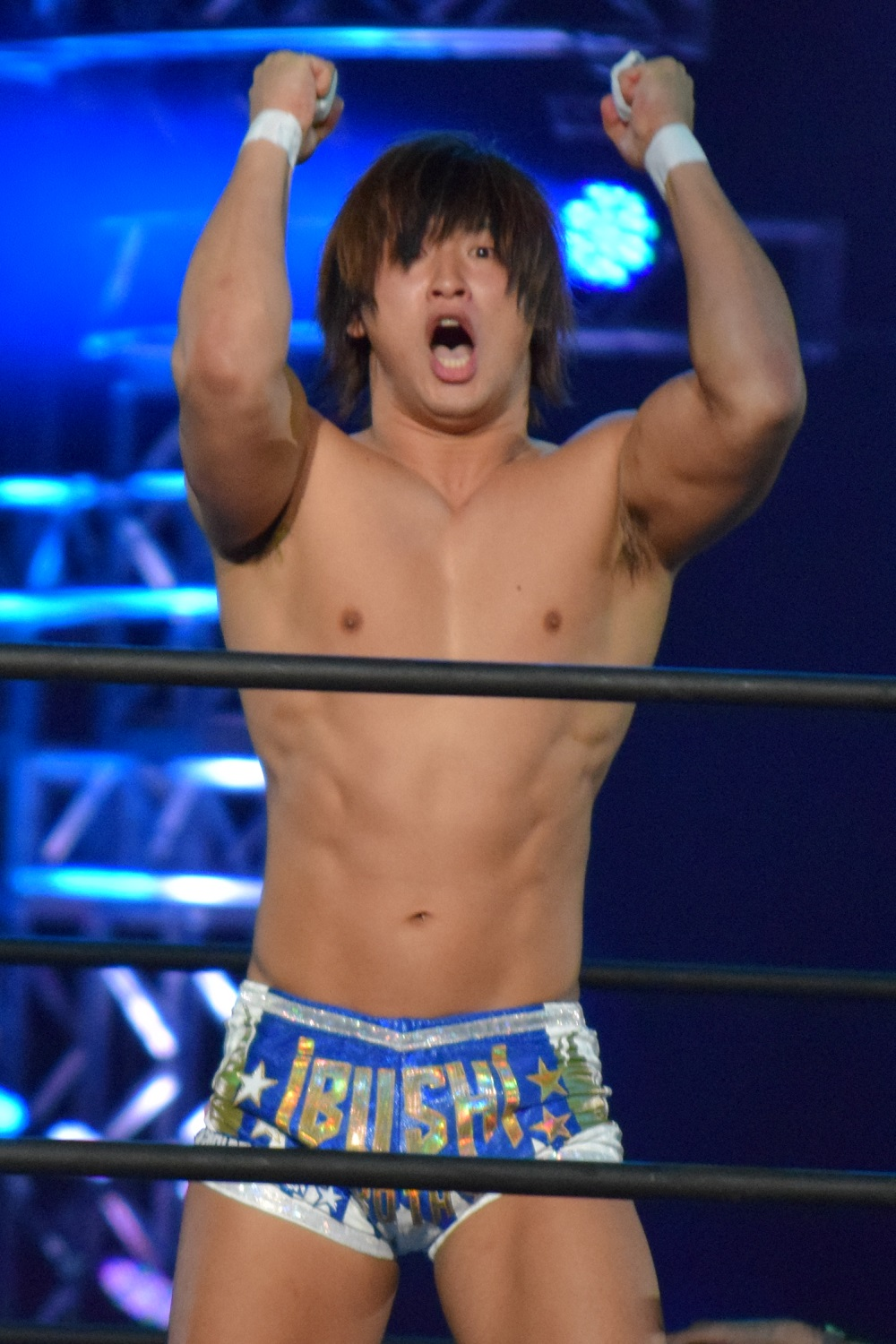
Kota Ibushi, o último campeão.

O IWGP Intercontinental Championship (em japonês: IWGPインターコンチネンタル王座, IWGP intākonchinentaru ōza) foi um campeonato de wrestling profissional de propriedade da promoção New Japan Pro Wrestling (NJPW). "IWGP" é um acrónimo da entidade máxima da NJPW, a International Wrestling Grand Prix (インターナショナル・レスリング・グラン・プリ, intānashonaru resuringu guran puri). O título foi anunciado oficialmente em 5 de janeiro de 2011 e o campeão inaugural MVP foi coroado em 15 de maio de 2011 durante a primeira turnê da NJPW nos Estados Unidos. Em 4 de março de 2021, o campeonato foi retirado pela NJPW após ser unificado com o IWGP Heavyweight Championship para formar o IWGP World Heavyweight Championship. O campeão final foi Kota Ibushi , que estava em seu segundo reinado na época da aposentadoria do título.
Durante a existência do campeonato, houve vinte e sete reinados compartilhados entre quinze lutadores com o título ficando vago uma vez. MVP foi o primeiro campeão da história do título. Tetsuya Naito é o recordista em reinados com seis. Shinsuke Nakamura detém o recorde de reinado mais longo na história do título com 313 dias durante seu primeiro reinado. O segundo reinado de Tetsuya Naito de 41 dias é o mais curto da história do título. Kota Ibushi foi o campeão final e já havia conquistado o título duas vezes.

## História do título
| Nº          | Ordem de reinados na história.            |
| Reinado     | O número de reinados de cada lutadora.    |
| Localização | A cidade em que o título foi conquistado. |
| Evento      | O evento em que o título foi conquistado. |
| Defesas     | Número de defesas bem-sucedidas.          |

| Nº | Campeão           | Mudança de campeão      | Mudança de campeão                            | Mudança de campeão            | Estatísticas do reinado | Estatísticas do reinado | Estatísticas do reinado | Notas                                                                                            | Ref.          |
| Nº | Campeão           | Data                    | Evento                                        | Local                         | Reinado                 | Dias                    | Defesas                 | Notas                                                                                            | Ref.          |
| -- | ----------------- | ----------------------- | --------------------------------------------- | ----------------------------- | ----------------------- | ----------------------- | ----------------------- | ------------------------------------------------------------------------------------------------ | ------------- |
| 1  | MVP               | 15 de maio de 2011      | NJPW Invasion Tour 2011: Attack on East Coast | Filadélfia, Pensilvânia, EUA  | 1                       | 148                     | 2                       | Derrotou o Toru Yano na final de um torneio para se tornar o campeão inaugural.                  | [ 9 ]         |
| 2  | Masato Tanaka     | 10 de outubro de 2011   | Destruction '11                               | Toquio, Japão                 | 1                       | 125                     | 3                       |                                                                                                  | [ 10 ]        |
| 3  | Hirooki Goto      | 12 de fevereiro de 2012 | The New Beginning                             | Osaka, Japão                  | 1                       | 161                     | 2                       |                                                                                                  | [ 11 ]        |
| 4  | Shinsuke Nakamura | 22 de julho de 2012     | Kizuna Road                                   | Yamagata, Japão               | 1                       | 313                     | 8                       |                                                                                                  | [ 12 ]        |
| 5  | La Sombra         | 31 de maio de 2013      | Super Viernes                                 | Cidade do México, Mexico      | 1                       | 50                      | 1                       | Foi uma luta 2-out-of-3-falls.                                                                   | [ 13 ] [ 14 ] |
| 6  | Shinsuke Nakamura | 20 de julho de 2013     | Kizuna Road 2013                              | Akita, Japão                  | 2                       | 168                     | 3                       |                                                                                                  | [ 15 ]        |
| 7  | Hiroshi Tanahashi | 4 de janeiro de 2014    | Wrestle Kingdom 8 in Tokyo Dome               | Toquio, Japão                 | 1                       | 92                      | 1                       |                                                                                                  | [ 16 ]        |
| 8  | Shinsuke Nakamura | 6 de abril de 2014      | Invasion Attack 2014                          | Toquio, Japão                 | 3                       | 76                      | 1                       |                                                                                                  | [ 17 ]        |
| 9  | Bad Luck Fale     | 21 de junho de 2014     | Dominion 6.21                                 | Osaka, Japão                  | 1                       | 92                      | 1                       |                                                                                                  | [ 18 ]        |
| 10 | Shinsuke Nakamura | 21 de setembro de 2014  | Destruction in Kobe                           | Kobe, Japão                   | 4                       | 224                     | 3                       |                                                                                                  | [ 19 ]        |
| 11 | Hirooki Goto      | 3 de maio de 2015       | Wrestling Dontaku 2015                        | Fukuoka, Japão                | 2                       | 147                     | 1                       |                                                                                                  | [ 20 ]        |
| 12 | Shinsuke Nakamura | 27 de setembro de 2015  | Destruction in Kobe                           | Kobe, Japão                   | 5                       | 107                     | 2                       |                                                                                                  | [ 21 ]        |
| —  | Vago              | 12 de janeiro de 2016   | —                                             | —                             | —                       | —                       | —                       | O título foi desocupado devido o Shinsuke Nakamura ter deixado a NJPW rumo a WWE.                | [ 22 ]        |
| 13 | Kenny Omega       | 14 de fevereiro de 2016 | The New Beginning in Niigata                  | Nagaoka, Japão                | 1                       | 126                     | 1                       | Derrotou o Hiroshi Tanahashi para vencer o título vago.                                          | [ 23 ]        |
| 14 | Michael Elgin     | 19 de junho de 2016     | Dominion 6.19 in Osaka-jo Hall                | Osaka, Japão                  | 1                       | 98                      | 0                       | Foi uma luta de escadas.                                                                         | [ 24 ]        |
| 15 | Tetsuya Naito     | 25 de setembro de 2016  | Destruction in Kobe                           | Kobe, Japão                   | 1                       | 258                     | 4                       |                                                                                                  | [ 25 ]        |
| 16 | Hiroshi Tanahashi | 11 de junho de 2017     | Dominion 6.11 in Osaka-jo Hall                | Osaka, Japão                  | 2                       | 230                     | 4                       |                                                                                                  | [ 26 ]        |
| 17 | Minoru Suzuki     | 27 de janeiro de 2018   | The New Beginning in Sapporo                  | Sapporo, Japão                | 1                       | 92                      | 1                       |                                                                                                  | [ 27 ]        |
| 18 | Tetsuya Naito     | 29 de abril de 2018     | Wrestling Hinokuni                            | Kumamoto, Japão               | 2                       | 41                      | 0                       |                                                                                                  | [ 28 ]        |
| 19 | Chris Jericho     | 9 de junho de 2018      | Dominion 6.9 in Osaka-jo Hall                 | Osaka, Japão                  | 1                       | 209                     | 1                       |                                                                                                  | [ 29 ]        |
| 20 | Tetsuya Naito     | 4 de janeiro de 2019    | Wrestle Kingdom 13 in Tokyo Dome              | Tóquio, Japão                 | 3                       | 92                      | 1                       | Esta foi uma luta sem desqualificação.                                                           | [ 30 ]        |
| 21 | Kota Ibushi       | 4 de janeiro de 2019    | G1 Supercard                                  | Nova Iorque, Nova Iorque, EUA | 1                       | 64                      | 1                       |                                                                                                  | [ 31 ]        |
| 22 | Tetsuya Naito     | 6 de abril de 2019      | Dominion 6.9 in Osaka-jo Hall                 | Osaka, Japão                  | 4                       | 105                     | 0                       |                                                                                                  | [ 32 ]        |
| 23 | Jay White         | 22 de setembro de 2019  | Destruction in Kobe                           | Kobe, Japão                   | 1                       | 104                     | 1                       |                                                                                                  | [ 33 ] [ 34 ] |
| 24 | Tetsuya Naito     | 4 de janeiro de 2020    | Wrestle Kingdom 14 in Tokyo Dome              | Tóquio, Japão                 | 5                       | 190                     | 2                       |                                                                                                  | [ 35 ]        |
| 25 | Evil              | 12 de julho de 2020     | Dominion in Osaka-jo Hall                     | Osaka, Japão                  | 1                       | 48                      | 1                       | Esta luta também foi pelo IWGP Heavyweight Championship de Naito.                                | [ 36 ]        |
| 26 | Tetsuya Naito     | 29 de agosto de 2020    | Summer Struggle in Jingu                      | Tóquio, Japão                 | 6                       | 128                     | 1                       | Esta luta também foi pelo IWGP Heavyweight Championship de Naito.                                | [ 37 ] [ 38 ] |
| 27 | Kota Ibushi       | 4 de janeiro de 2021    | Wrestle Kingdom 15 in Tokyo Dome              | Tóquio, Japão                 | 2                       | 59                      | 4                       | Esta luta também foi pelo IWGP Heavyweight Championship de Naito.                                | [ 3 ]         |
| —  | Unificado         | 4 de março de 2021      | Anniversary Event                             | Tóquio, Japão                 | —                       | —                       | —                       | Unificado com o IWGP Heavyweight Championship para formar o IWGP World Heavyweight Championship. | [ 39 ]        |

## Lista de reinados combinados

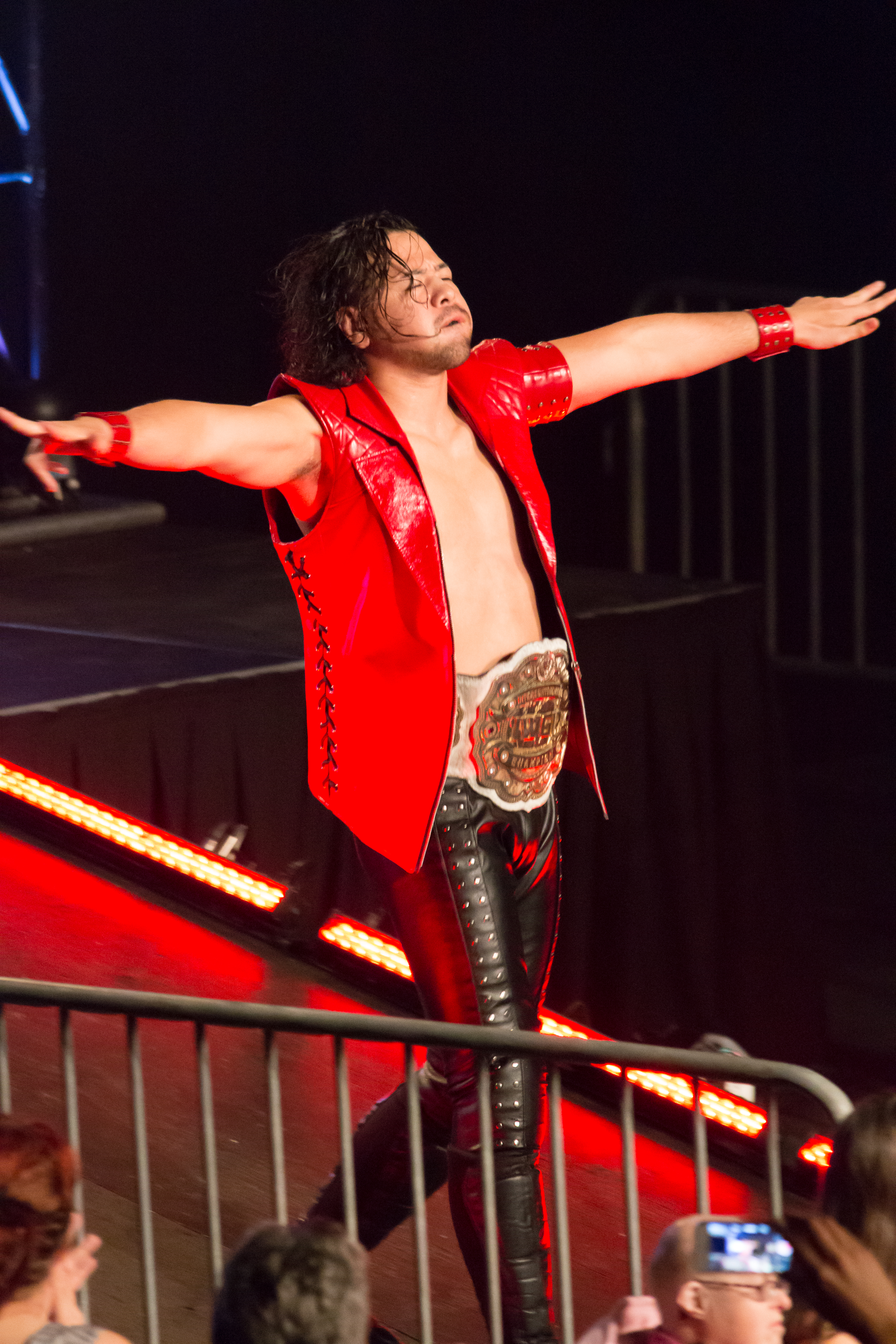
Shinsuke Nakamura possui o reinado combinado mais longo da história com 901 dias.

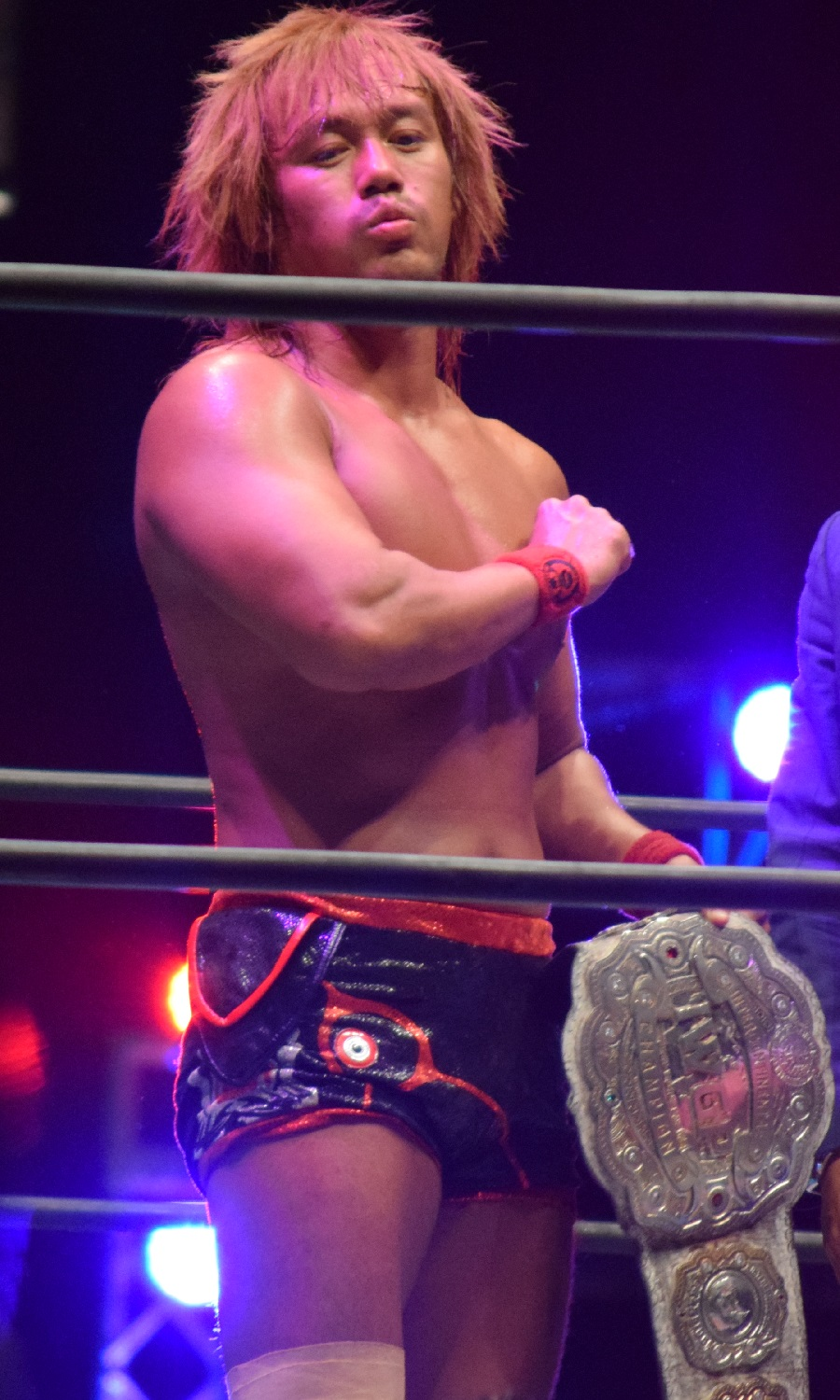
Tetsuya Naito é o recordista em reinados com 6.

| Nº | Campeão           | Nº de reinados | Defessas combinadas | Dias combinados |
| -- | ----------------- | -------------- | ------------------- | --------------- |
| 1  | Shinsuke Nakamura | 5              | 17                  | 901             |
| 2  | Tetsuya Naito     | 6              | 8                   | 814             |
| 3  | Hiroshi Tanahashi | 2              | 5                   | 322             |
| 4  | Hirooki Goto      | 2              | 3                   | 308             |
| 5  | Chris Jericho     | 1              | 1                   | 209             |
| 6  | MVP               | 1              | 2                   | 148             |
| 7  | Kenny Omega       | 1              | 1                   | 126             |
| 8  | Masato Tanaka     | 1              | 3                   | 125             |
| 9  | Kota Ibushi       | 2              | 5                   | 123             |
| 10 | Jay White         | 1              | 1                   | 104             |
| 11 | Michael Elgin     | 1              | 1                   | 98              |
| 12 | Minoru Suzuki     | 1              | 1                   | 92              |
| 12 | Bad Luck Fale     | 1              | 0                   | 92              |
| 14 | La Sombra         | 1              | 1                   | 50              |
| 15 | Evil              | 1              | 1                   | 48              |

## Referencias
1. ↑  Fiorvanti, Tim (2 de janeiro de 2017). «What to watch for at New Japan Pro Wrestling's Wrestle Kingdom 11». ESPN. Consultado em 12 de março de 2017. Cópia arquivada em 3 de janeiro de 2017
2. ↑  «ja:【3月4日（木）日本武道館、メインはタイトル戦に変更！】飯伏とデスペラードが二冠王座戦で激突！ 『NJC』1回戦で内藤とオーカーンが注目の初対決！ 因縁勃発の小島とコブが激突！». New Japan Pro-Wrestling (em japonês). 1 de março de 2021. Consultado em 1 de março de 2021
3. 1 2 3  Powell, Jason (4 de janeiro de 2021). «1/4 NJPW Wrestle Kingdom 15 results: Powell's review of Tetsuya Naito vs. Kota Ibushi for the IWGP Heavyweight and IWGP Intercontinental Championships, Kazuchika Okada vs. Will Ospreay, Hiromu Takahashi vs. El Phantasmo for a shot at the IWGP Jr. Heavyweight Championship». Pro Wrestling Dot Net. Consultado em 4 de janeiro de 2021
4. ↑  «NJPW 40th anniversary Tour Kizuna Road». New Japan Pro Wrestling (em japonês). Consultado em 22 de julho de 2012
5. ↑  «吉野家Presents Kizuna Road 2013». New Japan Pro Wrestling (em japonês). Consultado em 20 de julho de 2013
6. ↑  «Invasion Attack 2014». New Japan Pro Wrestling (em japonês). Consultado em 6 de abril de 2014
7. ↑  «Destruction in Kobe». New Japan Pro Wrestling (em japonês). Consultado em 27 de setembro de 2015
8. ↑  «Destruction in Kobe». New Japan Pro Wrestling (em japonês). Consultado em 21 de setembro de 2014
9. ↑  «NY遠征最終日、真壁がライノ撃破! 初代インターコンチ王者はMVP！ ライガーまさかの王座陥落!!（結果速報）». New Japan Pro Wrestling (em japonês). 16 de maio de 2011. Consultado em 16 de maio de 2011
10. ↑  «Destruction '11». New Japan Pro Wrestling (em japonês). Consultado em 10 de outubro de 2011
11. ↑  «The New Beginning». New Japan Pro Wrestling (em japonês). Consultado em 12 de fevereiro de 2012
12. ↑  «NJPW 40th anniversary Tour Kizuna Road». New Japan Pro Wrestling (em japonês). Consultado em 22 de julho de 2012
13. ↑  Salazar López, Alexis A. (1 de junho de 2013). «Resultados Arena México Viernes 31 de Mayo '13». Consejo Mundial de Lucha Libre (em espanhol). Consultado em 1 de junho de 2013. Arquivado do original em 1 de junho de 2013
14. ↑  ラ・ソンブラが新インターコンチネンタル王者に！ 中邑がメキシコで王座陥落！. New Japan Pro Wrestling (em japonês). 1 de junho de 2013. Consultado em 1 de junho de 2013
15. ↑  «吉野家Presents Kizuna Road 2013». New Japan Pro Wrestling (em japonês). Consultado em 20 de julho de 2013
16. ↑  «バディファイトPresents Wrestle Kingdom 8 in 東京ドーム». New Japan Pro Wrestling (em japonês). Consultado em 4 de janeiro de 2014
17. ↑  «Invasion Attack 2014». New Japan Pro Wrestling (em japonês). Consultado em 6 de abril de 2014
18. ↑  «Dominion 6.21». New Japan Pro Wrestling (em japonês). Consultado em 21 de junho de 2014
19. ↑  «Destruction in Kobe». New Japan Pro Wrestling (em japonês). Consultado em 21 de setembro de 2014
20. ↑  «レスリングどんたく 2015». New Japan Pro Wrestling (em japonês). Consultado em 3 de maio de 2015
21. ↑  «Destruction in Kobe». New Japan Pro Wrestling (em japonês). Consultado em 27 de setembro de 2015
22. ↑  中邑真輔選手、退団のお知らせ. New Japan Pro Wrestling (em japonês). 12 de janeiro de 2016. Consultado em 12 de janeiro de 2016
23. ↑  «The New Beginning in Niigata». New Japan Pro Wrestling (em japonês). Consultado em 14 de fevereiro de 2016
24. ↑  «Dominion 6.19 in Osaka-jo Hall». New Japan Pro Wrestling (em japonês). Consultado em 19 de junho de 2016
25. ↑  «Destruction in Kobe». New Japan Pro Wrestling (em japonês). Consultado em 25 de setembro de 2016
26. ↑  保険見直し本舗 Presents Dominion 6.11 in Osaka-jo Hall. New Japan Pro-Wrestling (em japonês). Consultado em 11 de junho de 2017
27. ↑  Kreikenbohm, Philip (27 de janeiro de 2018). «NJPW The New Beginning In Sapporo 2018 - Tag 1». Cagematch - The Internet Wrestling Database. Consultado em 20 de dezembro de 2020
28. ↑  Kreikenbohm, Philip (29 de abril de 2018). «NJPW Wrestling Hinokuni 2018». Cagematch - The Internet Wrestling Database. Consultado em 20 de dezembro de 2020
29. ↑  Kreikenbohm, Philip (9 de junho de 2018). «NJPW Dominion 6.9 In Osaka-Jo Hall». Cagematch - The Internet Wrestling Database. Consultado em 20 de dezembro de 2020
30. ↑  Kreikenbohm, Philip (4 de janeiro de 2019). «NJPW Wrestle Kingdom 13 In Tokyo Dome». Cagematch - The Internet Wrestling Database. Consultado em 20 de dezembro de 2020
31. ↑  Kreikenbohm, Philip (6 de abril de 2019). «ROH/NJPW G1 Supercard». Cagematch - The Internet Wrestling Database. Consultado em 20 de dezembro de 2020
32. ↑  Kreikenbohm, Philip (9 de junho de 2019). «NJPW Dominion 6.9 In Osaka-Jo Hall». Cagematch - The Internet Wrestling Database. Consultado em 20 de dezembro de 2020
33. ↑  Kreikenbohm, Philip (22 de setembro de 2019). «NJPW Destruction In Kobe 2019». Cagematch - The Internet Wrestling Database. Consultado em 20 de dezembro de 2020
34. ↑  «411Mania»
35. ↑  Kreikenbohm, Philip (4 de janeiro de 2020). «NJPW Wrestle Kingdom 14 In Tokyo Dome - Tag 1». Cagematch - The Internet Wrestling Database. Consultado em 20 de dezembro de 2020
36. ↑  Kreikenbohm, Philip (12 de julho de 2020). «NJPW Dominion In Osaka-Jo Hall». Cagematch - The Internet Wrestling Database. Consultado em 20 de dezembro de 2020
37. ↑  Kreikenbohm, Philip (29 de agosto de 2020). «NJPW Summer Struggle in Jingu». Cagematch - The Internet Wrestling Database. Consultado em 20 de dezembro de 2020
38. ↑  NJPW. «2020.08.29 D4DJ Groovy Mix Presents SUMMER STRUGGLE in JINGU | NEW JAPAN PRO-WRESTLING». NJPW (em inglês). Consultado em 23 de agosto de 2020
39. ↑  【新日本】飯伏勝利で２冠統一へ！菅林会長は「ＩＷＧＰ世界ヘビー級王座」新設を明言. Tokyo Sports (em japonês). 1 de março de 2021. Consultado em 1 de março de 2021